# Праздники Дагестана
Праздники Дагестана — официально установленные в Дагестане нерабочие праздничные дни, национальные праздники и памятные даты. Все официальные праздники устанавливаются законами Дагестана.

## Нерабочие праздничные дни
| Дата        | Название                             | Примечание |
| ----------- | ------------------------------------ | --- |
| 26 июля     | День Конституции Республики Дагестан | Установлен праздник был Указом Госсовета Республики Дагестан № 138 от 18 июля 1995 года.                                                            |
| 15 сентября | День единства народов Дагестана      | Впервые он отмечался 15 сентября 2011 года. Утверждён Указом президента Республики Дагестан от 6 июля 2011 года.                                    |
|             | Ураза-байрам                         | Указ Президиума Верховного Совета Дагестанской АССР от 5 марта 1991 г.                                                                              |
|             | Курбан-байрам                        | Указ Государственного Совета Республики Дагестан от 15 марта 2000 г. N 67 «Об объявлении дня мусульманского праздника Курбан-Байрам нерабочим днем» |
|             | Дни белых журавлей                   | |

## Другие праздники
| Дата       | Название                                 | Примечание |
| ---------- | ---------------------------------------- | ---------- |
| 21 октября | День культуры и языков народов Дагестана |            |

## Памятные дни
День белых журавлей - 8 сентября